# Roland Wetzig
Roland Wetzig (ur. 24 lipca 1959 w Oschatz) – wschodnioniemiecki bobsleista, dwukrotny medalista olimpijski.
Wcześniej był lekkoatletą, specjalizował się w rzucie dyskiem. Startował na dwóch olimpiadach (IO 80, IO 84) i na obu zdobywał medale. W 1980 był członkiem drugiego boba NRD, prowadzonego przez Horsta Schönau. Cztery lata później znajdował się w zwycięskiej załodze Wolfganga Hoppe. Dwa razy stawał na drugim stopniu podium mistrzostw świata (1982, 1987).